# A mogło być tak pięknie
A mogło być tak pięknie – pierwszy i ostatni singel promujący płytę Iluzjon cz. I Reni Jusis. Utwór ukazał się na portalu Onet.pl 16  marca 2009 roku.

## Teledysk
Zdjęcia do teledysku w reżyserii Bartka Prokopowicza nakręcono 25 marca 2009 roku w Centralnym Basenie Artystycznym w Warszawie. 6 kwietnia 2009 na portalu Plejada opublikowano materiał przedstawiający kulisy nowego teledysku. Pełny klip pojawił się na portalu YouTube 21 kwietnia 2009 roku.

## Lista utworów
1. A mogło być tak pięknie (radio edit short)
2. A mogło być tak pięknie (radio edit long)
3. A mogło być tak pięknie (album version)